# NGC 5276
NGC 5276 في الفهرس العام الجديد، هي مجرة، تقع في كوكبة السلوقيان. اكتشفت في 27 مارس 1856 بواسطة ويليام بارسونز.

## روابط خارجية
- NGC 5276 على موقع ويكي سكاي: DSS2, SDSS, GALEX, IRAS, Hydrogen α, X-Ray, Astrophoto, Sky Map, Articles and images